# Østerby (Tønder Kommune)
 For alternative betydninger, se Østerby. (Se også artikler, som begynder med Østerby)
Østerby (tysk: Osterby) ligger i Sønderjylland og er en meget lille landsby i Daler Sogn. Den hører til Tønder Kommune og befinder sig i Region Syddanmark. Før Kommunalreformen (2007) lå den i Højer Kommune. Navnet stammer fra, at landsbyen ligger "øst for en by" (i dette tilfælde Højer). I landsbyen er der små 100 husstande, hvoraf omkring 5 af dem er gårde. 
Fra Østerby er der 8 kilometer til Tønder.
|  | Denne artikel om lokaliteten Østerby (Tønder Kommune) kan blive bedre, hvis der indsættes et (bedre) billede. Du kan hjælpe ved at afsøge Wikimedia Commons for et passende billede eller lægge et op på Wikimedia Commons med en af de tilladte licenser og indsætte det i artiklen. |

54°58′N 8°46′Ø / 54.967°N 8.767°Ø